# Kijirō Nambu
Kijirō Nambu, em japonês: 南部 麒次郎 (Saga, Kyushu, 22 de setembro de 1869 — Tóquio, Honshu, 1 de maio de 1949), foi um projetista de armas de fogo japonês e oficial de carreira no Exército Imperial Japonês. Ele fundou a Nambu Arms Manufacturing Company, um grande fabricante de armas de fogo militares japonesas durante o período. Ele foi premiado com a Ordem do Tesouro Sagrado (2ª classe) em 1914. Por causa de seus prolíficos designs de armas de fogo, Nambu foi descrito como o "John Browning do Japão".

## Biografia
Nambu nasceu como o filho mais novo de um antigo retentor samurai do clã Nabeshima, no domínio de Saga em 1869 (atual prefeitura de Saga). Sua mãe morreu logo depois que ele nasceu, e como seu pai estava com dificuldades financeiras, ele foi enviado para ser criado por um comerciante local. Com muito trabalho e determinação, ele garantiu uma vaga na 2ª turma da Academia do Exército Imperial Japonês aos 20 anos. Aos 23, foi comissionado como tenente de artilharia.
Em 1897, Nambu foi designado para o Arsenal de Tóquio, onde foi designado para trabalhar com o famoso designer de armas Nariakira Arisaka no projeto do rifle Tipo 30 seguido pelo revólver Tipo 26. Ele foi então promovido a major e encarregado de desenvolver uma pistola semiautomática para os militares japoneses. Este projeto, uma pistola de 8 mm, foi a versão mais antiga da famosa pistola Nambu, e foi concluído em 1902. Nambu construiu uma versão menor e mais leve de 7 mm em 1907. O projeto foi elogiado pelo então Ministro do Exército Terauchi Masatake, mas o exército japonês não o colocou em produção devido aos custos de produção. A versão maior foi finalmente adotada pela Marinha Imperial Japonesa 's forças de desembarque naval especializado, e a versão menor foi vendido comercialmente para clientes privados.
A pistola Tipo 14 foi uma versão melhorada da versão de 1902, semelhante em dimensões e desempenho. Foi emitido para oficiais não comissionados, enquanto oficiais comissionados deveriam comprar suas próprias armas; tornou-se a arma mais comum em uso. A maioria das pistolas foram produzidas pelo Arsenal de Tóquio, com um número menor fabricado pela Tokio Gasu Denky. A produção do Tipo 14 durou até o final da Segunda Guerra Mundial em 1945. Os números de produção total são estimados em aproximadamente 200 000 para todas as variantes.
Durante o tour de Nambu na Fábrica de Fabricação de Rifles do Exército (mais tarde renomeado como Kokura Arsenal), ele desenvolveu a metralhadora pesada Tipo 3 em 1914 e a metralhadora leve Tipo 11 em 1922. Em 1922, Nambu foi promovido a tenente-general e colocado no comando de o Arsenal de Artilharia de Tóquio. Ele reorganizou o sistema de arsenal do Exército em 1923 e foi nomeado Comandante do Arsenal de Explosivos do Exército e Instituto de Pesquisa Científica do Exército. Em 1924, ele se aposentou do serviço militar ativo.
Nambu fundou a Nambu Arms Manufacturing Company em Tóquio em 1927, com apoio financeiro do Okura zaibatsu. Nambu recebeu muitos contratos do exército e da marinha japoneses para armas laterais, metralhadoras leves e metralhadoras pesadas, e também para teste e avaliação de muitos projetos estrangeiros. Isso incluía a metralhadora pesada Tipo 92, a pistola 8 mm Tipo 94, a pistola automática Tipo II, a metralhadora tipo 100 e a produção licenciada da metralhadora leve Tipo 99.
No final da Segunda Guerra Mundial, Nambu anunciou que sua empresa encerraria toda a produção de armas; no entanto, suas instalações foram sequestradas sob as autoridades de ocupação americanas e continuaram a produzir equipamentos (sob o nome de Shin-Chuō Industries) para a polícia e, posteriormente, para as Forças de Segurança Nacional Japonesas do pós-guerra, o predecessor da atual Força de Autodefesa Japonesa. Nambu morreu em maio de 1949, e sua empresa foi absorvida pela Minebea Co., fabricante japonesa de equipamentos de precisão.